# High Point
High Point je město ležící převážně v okresu Guilford County ve státě Severní Karolína ve Spojených státech amerických. Jde o deváté největší město v Severní Karolíně a 259. nejlidnatější město ve Spojených státech amerických. High Point je jediným městem v Severní Karolíně, které se rozkládá na území čtyř různých okresů.
K roku 2020 zde žilo 114 159 obyvatel. S celkovou rozlohou 151km² byla hustota zalidnění 774 obyvatel na km². Ve městě sídlí High Point University. Na severu město sousedí s městem Greensboro. Nachází se v oblasti s vlhkým subtropickým podnebím.